# ليبتون
ليبتون (بالإنجليزية: Lipton)‏ هي علامة تجارية بريطانية مشهورة للشاي في العالم، مملوكة لشركة يونيليفر. لدى ليبتون سلسلة متاجر في المملكة المتحدة، تم بيعها لاحقًا لشركة أرجيل فود، وبعد ذلك اتجهت الشركة لمبيعات الشاي فقط. سميت الشركة على اسم مؤسسها السير توماس ليبتون الذي أسسها في أواخر القرن التاسع عشر في غلاسكو، اسكتلندا. تُباع مشروبات ليبتون الجاهزة للشرب بواسطة شركة بيبسي ليبتون إنترناشينال، وهي شركة مملوكة بشكل مشترك لشركة يونيليفر وبيبسيكو.

## تاريخ ليبتون

### المتاجر
في عام 1871، استخدم توماس ليبتون مدخراته لفتح متجره الخاص في غلاسكو، وبحلول ثمانينيات القرن التاسع عشر، نما العمل إلى أكثر من 200 متجر. في عام 1929، اندمجت تجارة التجزئة في بقالة ليبتون مع العديد من الشركات لتشكل مجموعة أغذية تضم أكثر من 3000 متجر. تم تداول المجموعة تحت أسماء مختلفة، ولكن تم تسجيلها في سوق الأوراق المالية في المملكة المتحدة كموردين متحالفين. أصبحت ليبتون سلسلة متاجر تركز على المدن الصغيرة. في عام 1982 استحوذت شركة أرجيل فود على الحلفاء، وتمت إعادة تسمية أعمال المتاجر إلى بريستو خلال الثمانينيات.

### الشاي
بدأ توماس تجارة البقالة سريعاً «مثل البطة في الماء» وسرعان ما تحول أحد المتاجر إلى سلسلة متاجر في جميع أنحاء غلاسكو. كان الشاي أحد المنتجات التي كان سيبيعها لعملائه، ولم يمض وقت طويل قبل أن يكتشف إمكانات هائلة في هذا المشروب المنعش واشترى أول مزارع شاي له في سيلان (سريلانكا حاليًا). ثم أعاد تنظيمه وقدم نظامًا مبتكرًا خط نقل لجعل نقل الأوراق أكثر كفاءة.
الحركة الدعائية، تعتبر الحركات الدعائية مذهلة في وقتها حيث تعتبر غير عادية، حيث اعتبر الملصق الأصفر عندما تم افتتاح أول متجر بقالة ليبتون® في غلاسكو 1871.
ذهب توماس في شاي ليبتون إلى العالمية، حيث اعتبر حينها أن الشاي للرفاهية وسعره غالي، أسس شركة Thomas J Lipton Co.® لتغليف الشاي في هوبوكين، نيو جيرسي وبدأ في البحث عن طرق لجعل التعبئة والتغليف والشحن أقل تكلفة. بدلاً من الوصول إلى الصناديق، تم تعبئة أوراق في أوزان مختلفة. واتبع استرايتيجية لتقربة من الجمهور حيث كان كأول شخص يبيع أوراق الشاي مباشرة، لذا لم يكن عليك أن تكون من طبقة أرستقراطية لتوّفر الشاي.

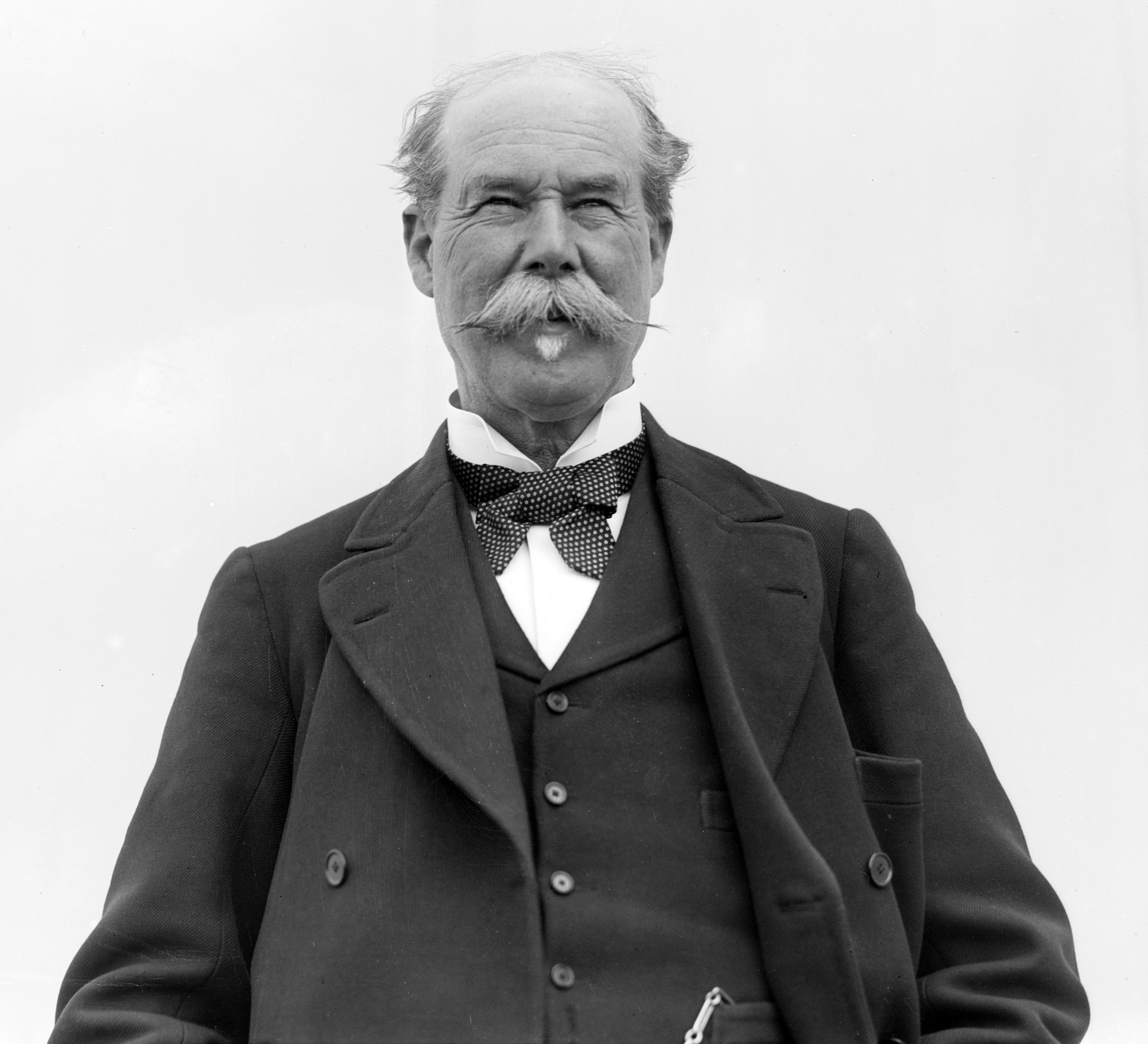
توماس ليبتون

ثورة أكياس الشاي، سابقاً كان يباع الشاي أوراقاً، إلا أن قام توماس بالخطوة التالية للذهاب للعالمية بشاي ليتون بعد التقرب من الجمهور، وهي ابتكار أكياس الشاي. لم تكن من ابتكاره هو نفسه لكن الاكتشاف جاء من الأمريكي توماس سوليفان أكياس الشاي بالصدفة (أرسل عينات من الشاي إلى العملاء في أكياس حرير وافترضوا بعد ذلك أنه يجب وضعها في الماء). رأى توماس ليبتون المستقبل، وكان هو أول من بدأ بيع أكياس الشاي. كما كان أول من طبع تعليمات التخمير على بطاقات أكياس الشاي.

## تطور منتجات ليبتون

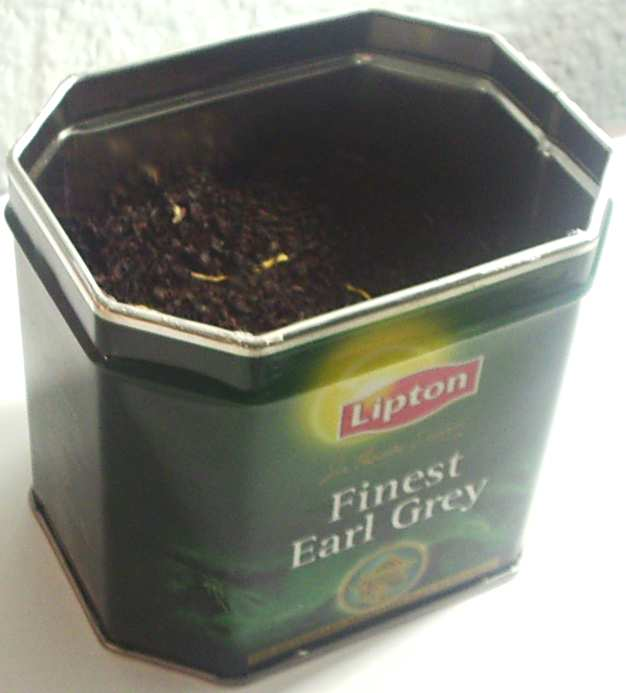
علبة شاي إرل غري

تنوعت منتوجات ونكهات شاي ليبتون، من الساخن حتى الشاي المثلج، الشاي الأسود والشاي الأخضر، والذي بالليمون والشاي المثلج، وليبتون كركم، ومنها ما يقدم في قناني بلاستيكية مبرداً. وهي ثمانية أنواع كالتالي: 26 طعم شاي أحمر و22 طعم من الشاي أخضر وخمسة عشر طعم من نوع شاي مع الأعشاب وثلاث أطعمة من نوع الشاي بطعم الفواكه وثلاثة أنواع طعمة من الشاي مع شاي الماتشا  والنوع الأخير ليبتون بمزايا مفيدة ومنها شاي علاج الضغط النفسي.

## تطور ترويج ودعاية شاي ليبتون
كما تنوعت الشعارات والحملات للتواصل العلاقة بين الشركة والجمهور منها حملة عام 2010 «لا تقرعها حتى تجربها» شعاراً للشاي المثلج. وحملة صيف 2017 استمرت الحملة 23 يوماً عرضاً في الشارع للدعاية لشاي ليبتون المثلج بعنوان «هيّا بنا». ومن ضمن تسويقها لشعار ليبتون أنشأت صفحة وصفات ليبتون الموسمية لحفلات الشاي تقدم وصفات تضاف مع شاي ليبتون لتقديمها تختلف عن تلك الأنواع المطروحة في السوق.

## العلامات التجارية
العلامات التجارية الرئيسية ليبتون هي ليبتون العلامة الصفراء وشاي ليبتون مثلج. تشمل خطوط الإنتاج الأخرى نطاق هرم ليبتون (رباعي الأوجه) في أوروبا وأمريكا الشمالية، وشاي ليبتون بالحليب في شرق آسيا. في عام 2008، أطلقت العلامة التجارية ليبتون لينيا في أوروبا الغربية.

### ليبتون العلامة الصفراء
تم بيع ليبتون العلامة الصفراء منذ عام 1890، عندما قدم توماس ليبتون الإصدارالأول من العبوة الصفراء مع درع ليبتون أحمرالذي لا يزال قيد الاستخدام. يباع في 150 دولة حول العالم. ليبتون العلامة الصفراء هو مزيج من عدة أنواع من الشاي، يباع في أكياس شاي وكشاي سائب، ملفوف في كرات صغيرة مثل شاي البارود.

### شاي ليبتون مثلج
يباع شاي ليبتون المثلج بأربع نكهات هي الليمون والخوخ والمانجو والتوت. تتوفر أيضًا نكهات الشاي الأخضر والمريمية في بعض المناطق.
يتم بيع نكهتين أخريين حصريًا في العالم العربي: فواكه حمراء وفواكه غريبة.

### ليبتونبريسك
هي علامة تجارية للشاي المثلج يتم توزيعها بشكل أساسي في أمريكا الشمالية كمشروع مشترك بين ليبتون وبيبسيكو. وهو يختلف عن العلامات التجارية الأخرى للشاي المثلج ليبتون في أن حمض الفوسفوريك يضاف إلى المزيج، مما يمنح المشروب نكهة حادة مميزة.

### شاي ليبتون الهرم
ينتج ليبتون الشاي أيضًا باستخدام أكياس ذات شكل رباعي السطوح كما هو موضح في ماركات الشاي الأخرى.
تم إطلاق ليبتون كلير بخمسة أنواع مختلفة، شاي إرل غري، شاي الإفطارالإنجليزي، شاي الخوخ والمانجو، الشاي الأخضر، المندرين البرتقالي، شاي النعناع والبابونج.

### بيور ليف
بيور ليف هي علامة تجارية للشاي المثلج يتم توزيعها بشكل أساسي في أمريكا الشمالية بواسطة مشروع بيبسيكو ليبتون المشترك. على عكس شاي ليبتون المثلج وبريسك، يتم استخدام مسحوق شاي سريع التحضير مجفف بالتجميد، ويتم تخمير الأوراق في سائل.

## نطاق التوزيع
يتوفر ليبتون في أكثر من 110 دولة، ويحظى بشعبية خاصة في أوروبا وأمريكا الشمالية وأفريقيا والشرق الأوسط وأجزاء من آسيا وأستراليا (أستراليا ونيوزيلندا) بالإضافة إلى أمريكا اللاتينية ومنطقة البحر الكاريبي. على الرغم من أصوله البريطانية، لا يتم تسويق شاي ليبتون الأسود (مثل Yellow Label) في المملكة المتحدة، حيث يبيع مالك شركة يونيليفير شاي بي جي تيبس هناك، ويتوفرشاي ليبتون المثلج وشاي الفاكهة في المملكة المتحدة.

## الجدل حول جودة المنتج
في 2011، وجدت الإدارة العامة لمراقبة الجودة والتفتيش والحجر الصحي في الصين مستويات عالية من المبيدات الحشرية مثل البيفنثرين في مجموعة متنوعة من شاي ليبتون. استجابت شركة يونيليفر بإخلاء الرفوف من جميع المنتجات المتأثرة.
في أبريل 2012، أثارت منظمة السلام الأخضرالمزيد من الأسئلة حول منتجات ليبتون في الصين، بعد فشل المجموعة التي اشترتها المنظمة من محلات السوبر ماركت في بكين في اختبارات السلامة، مع فشل النتائج المزعومة في تلبية اللوائح المعمول بها في الاتحاد الأوروبي. وذكرت المجموعة أيضًا أن «بعض المبيدات المكتشفة محظوراستخدامها في إنتاج الشاي من قِبل وزارة الزراعة الصينية». ونفت شركة يونيليفر الصينية النتائج، مشيرة إلى أن جميع منتجات ليبتون داخل البلاد كانت آمنة.

## وصلات خارجية
- الموقع الرسمي